# 39864 Poggiali
39864 Poggiali è un asteroide della fascia principale. Scoperto nel 1998, presenta un'orbita caratterizzata da un semiasse maggiore pari a 2,9808801 UA e da un'eccentricità di 0,0946184, inclinata di 11,21961° rispetto all'eclittica.
L'asteroide è dedicato all'aviatore italiano Maurizio Poggiali.